# Bonaventure des Périers
Bonaventure des Périers (geboren ca. 1510, wahrscheinlich in Arnay-le-Duc im Herzogtum Burgund; gestorben ca. 1544 in Lyon) war ein französischer Autor. Bekannt ist er als Verfasser der Novellensammlung Nouvelles récréations (postum 1558) und der Dialogsatire Cymbalum mundi (1538).

## Leben
Über die Herkunft und Jugend Bonaventures ist so gut wie nichts bekannt. Möglicherweise aus einer kleinadeligen Familie stammend, erhielt er eine passable humanistische Bildung, vermutlich in der Klosterschule von Saint-Martin d’Autun. 1534/1535 wird er erstmals greifbar, und zwar als Randfigur in einer Gruppe junger Humanisten, das unter der Leitung von Pierre-Robert Olivétan in Neuchâtel mit reformatorischen Intentionen die Bibel übersetzte. Danach findet man ihn als Mitarbeiter des bekannten Humanisten und Druckers Étienne Dolet in Lyon. Offenbar verkehrte er auch in den intellektuellen Zirkeln der Stadt, denn er unterstützte zum Beispiel 1536 mit einem Gedicht den aus dem Exil heimgekehrten Lyriker Clément Marot in seiner siegreichen Fehde mit einem anderen Hofdichter. Ebenfalls 1536 in Lyon begegnete er Margarete von Navarra, der mit der Reformation sympathisierenden hochgebildeten älteren Schwester von König Franz I. Es gelang ihm, sie mit einem Gedicht auf sich aufmerksam machen, und er wurde als Kammerherr und Sekretär in ihren Dienst aufgenommen.
Seine Tätigkeit für Margarete ließ ihm die Muße für eigene Werke. Das wichtigste ist das Anfang 1538 erschienene Cymbalum mundi en français, contenant quatre dialogues poétiques fort antiques, joyeux et facétieux („Die Pauke der Welt, auf Französisch, die vier ziemlich alte, spaßige und witzige poetische Dialoge enthält“). In vier Kapiteln mit hohem Anteil von Figurenreden wird satirisch von einem Besuch des Jupiter-Sohnes Merkur im alten Athen berichtet, wo Merkur mit allerlei seltsamen Personen und ihrem Gerede konfrontiert wird. Dieses spiegelt und ironisiert sichtlich die Borniertheit, den Fanatismus und den Egoismus sowohl der katholischen als auch der sich inzwischen untereinander bekriegenden protestantischen Theologen und Wortführer. Im zweiten Kapitel zum Beispiel glauben ein gewisser Rhetulus (= Lutherus) und Cubercus (= Bucerus, ein bekannter Straßburger Humanist der Zeit) Stücke des Steines der Weisen finden zu können. Im letzten Kapitel, dem einzigen Dialog im engeren Sinne, unterhalten sich zwei Hunde über die Leichtgläubigkeit, mit der Menschen vermeintlich neuen Ideen aufsitzen.
Das sich an dem altgriechischen Satiriker Lukian inspirierende, vordergründig vor allem humoristische Werk erscheint bei näherer Betrachtung als der erste literarische Ausdruck von Skeptizismus und religiösem Freidenkertum zwischen den konfessionellen Fronten. Das Buch wurde auf Veranlassung von König Franz von der Sorbonne als ketzerisch verurteilt und vom Parlement de Paris verboten, der Drucker wurde eingesperrt. Auch der Reformator Jean Calvin tadelte 1555 das Cymbalum in seinem Traité des scandales. Des Périers kam mit dem Schrecken davon, war möglicherweise auch nicht als Autor identifiziert worden. Das Werk war mit der Widmung Thoaizas du Clévier [oder Clénier] à son ami Pierre Tryocan („Thoaizas du Clévier für seinen Freund Pierre Tryocan“) erschienen, was im 19. Jahrhundert als Anagramm für Thomas l’Incrédule à son ami Pierre Croyant („Thomas der Ungläubige für seinen Freund Pierre den Gläubigen“) entschlüsselt wurde.
Erst 1566 wurde Des Périers in Henri Estiennes Apologie d’Herodote eindeutig als Autor benannt. Seine Autorschaft gilt bis heute als nicht völlig gesichert, aber wahrscheinlich.
Nach dem Erscheinen des Cymbalum mundi scheint Des Périers nur noch verdeckt von Margarete protegiert worden zu sein.
Weitere Texte von ihm wurden 1544 unter dem Titel Recueil des oeuvres de feu Bonaventure des Périers von einem Freund herausgegeben, der im Vorwort den Tod des Autors erwähnt. Die Sammlung enthält neben Gedichten eine Übersetzung des Dialogs Lysis von Platon, in dem die Sokrates mit mehreren Knaben über die Formen der gleichgeschlechtlichen Liebe diskutiert. Eines der Gedichte, Queste de l’amitie („Suche nach Freundschaft/Liebe“), ist Margarete von Navarra gewidmet und nimmt die Sichtweisen des platonischen Dialogs wieder auf. Ein anderes Gedicht ist das Blason du nombril („Blason auf den Nabel“). Die Form des Blason war bei den Lyoner Dichtern beliebt, namentlich bei Clément Marot. Des Périers beschränkt sich jedoch nicht darauf, den Nabel zu besingen, sondern greift den platonischen Mythos vom Androgynos auf, den Kugelmenschen vor ihrer Aufspaltung in Mann und Weib.
Über die Umstände von Des Périers’ frühem Tod im Alter von ungefähr 33 Jahren ist nichts bekannt, möglicherweise starb er durch Selbstmord.

## Nouvelles Récréations et joyeux devis
Erst 1558 erschienen postum die Nouvelles Récréations et joyeux devis („Neue Unterhaltsamkeiten und lustige Reden“), eine für die Zeit typische Sammlung von 90 Schwänken und Novellen, die als sein bedeutendstes Werk gilt. Des Périers hatte es offenbar zur etwa gleichen Zeit begonnen wie Margarete von Navarra ihre Novellensammlung L’Heptaméron, die 1559 erschien, ebenfalls postum.
1568 erschien eine neue, um 39 weitere Geschichten vermehrte Ausgabe. Die Autorschaft von Des Périers gilt bei den Erzählungen der ersten Ausgabe als gesichert, was nicht für die ergänzten Geschichten gilt.
Anders als Margarete, die, ihrem Vorbild des Decamerone folgend, eine ausgearbeitete Rahmenerzählung gibt, verzichtet Des Périers auf eine solche Struktur. Die knappen, dialogorientierten Geschichten sind stattdessen verknüpft durch Personen, Orte und Themen, wobei die drei Hauptthemen Kirche, Gesetz und Sexualität sind. Die Protagonisten kommen aus allen Lebensbereichen. Durch die Form des pointierten Schwanks stellt Des Périers sich hier in die ältere Tradition des mittelalterlichen Fabliau mit den für diesen typischen Gestalten des gehörnten Ehemanns, des treulosen Weibs und des lüsternen Klerikers. Die Titel der Geschichten sind bereits kurze Inhaltsangaben, zum Beispiel: De l’enfant de Paris nouvellement marie, et de Beaufort qui trouva moyen de jouir de sa femme, nonobstant la songeuse garde de dame Pernette („Über einen frisch verheirateten jungen Mann aus Paris und über Beaufort, der Mittel findet, sich der Braut zu erfreuen, trotz der Wachsamkeit der Dame Pernette“).

## Ausgaben
- Recueil des oeuvres de feu Bonaventure des Périers. Lyon, 1544.
- Oeuvres françoises de Bonaventure Des Periers. Revue sur les éd. originales et annotées par Louis Lacour. 2 Bände. Jannet, Paris 1856.

Cymbalum mundi
- Le Cymbalum mundi en françoys, contenant quatre dialogues poetiques, fort antiques, joyeux et facetieux. Jehan Morin, Paris 1537.
- Peter Hampshire Nurse (Hrsg.): Bonaventure Des Périers: Cymbalum mundi. Vorwort von Michael A. Screech. 4. Auflage. Droz, Genf 1999, ISBN 2-600-00395-9 (kritische Ausgabe).
- Max Gauna (Hrsg.): Cymbalum mundi. Honoré Champion, Paris 2000, ISBN 2-7453-0321-X.
- Cymbalum mundi: Four Very Ancient Joyous and Facetious Poetic Dialogues. Übersetzt von Bettina L. Knapp. Bookman Associates, New York 1965.

Nouvelles récréations
- Nouvelles récréations et joyeux devis. Robert Granjon, Lyon 1558.
- Nouvelles récréations et joyeux devis: I-XC. Hrsg. von Krystyna Kasprzyk. Honoré Champion, Paris 1980.
- Novel Pastimes and Merry Tales. Übersetzt von Raymond C. La Charité und Virginia A. La Charité. In: Studies in Romance Languages 6. University Press of Kentucky, Lexington 1972.